# Tapetgrupp
Tapetgrupper kallas inom trädgårdskonsten grupper tätt planterade med låga, olikfärgade blomplantor eller bladväxter, som ordnas i ett bestämt mönster, så att de bildar en på marken utbredd matta. De mönster, som härvid komma till användning, är antingen geometriska eller fantastiska (ymnighetshorn, fjärilar, vapensköldar och så vidare). Ofta planteras en eller flera höga växter i rabattens mitt. Runt omkring sätts i rader eller olika fält låga färgstarka blommor och ytterst en eller ett par rader olikfärgade bladväxter, som i regel måste klippas för att hållas jämna och täta. Oftast läggas tapetgrupperna på plan mark, men ibland sänks de ner i gräsmattan eller höjs upp ovan denna. Tapetgruppens ursprung anses vara barockens blomsterparterr, men först under 1800-talet kom tapetgrupperna till full utbildning i den engelska trädgårdsstilen. Användningen av tapetgrupper gick starkt tillbaka efter sekelskiftet 1900, och i det tidiga 1900-talets anläggningar förekom de mera sällan, annat än för geometrisk utsmyckning av regelbundet formade gräsmattor på offentliga platser.